# Soracte apollonos
Soracte apollonos är en insektsart som beskrevs av George Willis Kirkaldy 1907. Soracte apollonos ingår i släktet Soracte och familjen dvärgstritar. Inga underarter finns listade i Catalogue of Life.